# Llista de consellers generals d'Andorra (VIII Legislatura)

Composició del Consell General al final de la legislatura.
Demòcrata: 10 consellers
Socialdemòcrata: 7 consellers
Independent: 4 consellers
Tercera Via: 3 consellers
Ciutadans Compromesos: 3 consellers
Consellera no adscrita

Aquesta és una llista dels consellers generals d'Andorra de la VIII legislatura. Els membres del Consell General d'Andorra van ser elegits en les eleccions generals del 2019. La legislatura va començar el 2 de maig del 2019 i la cambra es va dissoldre el 7 de febrer del 2023. A l'inici de la legislatura es van constituir quatre grups parlamentaris: el Demòcrata (10 consellers), el Socialdemòcrata (7), el Liberal (4), el de Tercera Via (4) i el de Ciutadans Compromesos (3). El març del 2021, Carine Montaner abandonà el grup de Tercera Via i passà a ser consellera no adscrita. El 2022 els quatre consellers del grup Liberal abandonaren el partit i van passar a constituir el grup Independent.
| Grup parlamentari | Grup parlamentari      | En la constitució | En la dissolució |
| ----------------- | ---------------------- | ----------------- | ---------------- |
|                   | Demòcrata              | 10                | 10               |
|                   | Socialdemòcrata        | 7                 | 7                |
|                   | Liberal                | 4                 | 0                |
|                   | Tercera Via            | 4                 | 3                |
|                   | Ciutadans Compromesos  | 3                 | 3                |
|                   | Independent            | 0                 | 4                |
|                   | Consellers no adscrits | 0                 | 1                |
| Total             | Total                  | 28                | 28               |

## Consellers

### Sindicatura
|  | Nom                          | Imatge                       | Grup parlamentari | Circumscripció   | Legislatures anteriors | Inici mandat      | Fi mandat           | Càrrec                                                |
|  | ---------------------------- | ---------------------------- | ----------------- | ---------------- | ---------------------- | ----------------- | ------------------- | ----------------------------------------------------- |
|  | Roser Suñé Pascuet           | Roser Suñé Pascuet           | Demòcrata         | Nacional         |                        | 2 de maig de 2019 | 7 de febrer de 2023 | Síndica General                                       |
|  | Meritxell Palmitjavila Naudí | Meritxell Palmitjavila Naudí | CC (DA)           | Canillo          |                        | 2 de maig de 2019 | 7 de febrer de 2023 | Subsíndica General                                    |
|  | Silvia Ferrer Ghiringhelli   |                              | Independent       | Andorra la Vella |                        | 2 de maig de 2019 | 7 de febrer de 2023 | Secretària de Sindicatura (des del 4 de juny de 2019) |
|  | Susanna Vela Palomares       |                              | Socialdemòcrata   | Nacional         |                        | 2 de maig de 2019 | 7 de febrer de 2023 | Secretària de Sindicatura                             |

### Resta del Ple
|  | Nom                                     | Imatge                                  | Grup parlamentari      | Circumscripció      | Legislatures anteriors | Inici mandat          | Fi mandat            | Càrrec |
|  | --------------------------------------- | --------------------------------------- | ---------------------- | ------------------- | ---------------------- | --------------------- | -------------------- | --- |
|  | Oliver Alis Salguero                    |                                         | Tercera Via            | Sant Julià de Lòria |                        | 7 de novembre de 2019 | 7 de febrer de 2023  | |
|  | Mònica Bonell Tuset                     |                                         | Demòcrata              | Canillo             | VI, VII                | 2 de maig de 2019     | 7 de febrer de 2023  | Presidenta suplent del Grup Demòcrata                                                                                     |
|  | Joan Carles Camp Areny                  |                                         | Tercera Via            | Nacional            | VII                    | 2 de maig de 2019     | 7 de febrer de 2023  | President suplent de Tercera Via                                                                                          |
|  | Alexandra Codina Tort                   |                                         | Demòcrata              | Ordino              |                        | 2 de maig de 2019     | 7 de febrer de 2023  | |
|  | Berna Coma González                     | Berna Coma González                     | Demòcrata              | Ordino              |                        | 4 de juny de 2019     | 7 de febrer de 2023  | |
|  | Ferran Costa Marimon                    | Ferran Costa Marimon                    | Independent            | Nacional            | VII                    | 2 de maig de 2019     | 7 de febrer de 2023  | Secretari de Sindicatura (2 de maig de 2019-21 de maig de 2019) President del Grup Liberal (4 de juny de 2019-actualitat) |
|  | Carles Enseñat Reig                     |                                         | Demòcrata (Demòcrates) | Nacional            | V, VI, VII             | 2 de maig de 2019     | 7 de febrer de 2023  | President del Grup Demòcrata                                                                                              |
|  | Xavier Espot Zamora                     | Xavier Espot Zamora                     | Demòcrata              | Nacional            |                        | 2 de maig de 2019     | 21 de maig de 2019   | |
|  | Raül Ferré Bonet                        |                                         | CC                     | La Massana          |                        | 2 de maig de 2019     | 7 de febrer de 2023  | President suplent de Ciutadans Compromesos                                                                                |
|  | Jordi Font Mariné                       |                                         | Socialdemòcrata        | Nacional            | IV, V                  | 2 de maig de 2019     | 7 de febrer de 2023  | |
|  | Jordi Gallardo Fernàndez                | Jordi Gallardo Fernàndez                | Liberal                | Nacional            | VII                    | 2 de maig de 2019     | 21 de maig de 2019   | President del Grup Liberal (2 de maig de 2019-21 de maig de 2019)                                                         |
|  | Rosa Gili Casals                        | Rosa Gili Casals                        | Socialdemòcrata        | Escaldes-Engordany  | V, VI, VII             | 2 de maig de 2019     | 28 d'octubre de 2019 | Presidenta suplent del Grup Socialdemòcrata                                                                               |
|  | Pere López Agràs                        | Pere López Agràs                        | Socialdemòcrata        | Nacional            | VII                    | 2 de maig de 2019     | 7 de febrer de 2023  | President del Grup Socialdemòcrata                                                                                        |
|  | Eva López Herrero                       |                                         | Independent            | Nacional            |                        | 4 de juny de 2019     | 7 de febrer de 2023  | |
|  | Marc Magallón Font                      |                                         | Independent            | Escaldes-Engordany  |                        | 2 de maig de 2019     | 7 de febrer de 2023  | President suplent del Grup Liberal                                                                                        |
|  | Josep Majoral Obiols                    |                                         | Tercera Via            | Sant Julià de Lòria | VII                    | 2 de maig de 2019     | 28 d'octubre de 2019 | |
|  | Joan Martínez Benazet                   |                                         | Demòcrata              | Ordino              |                        | 2 de maig de 2019     | 21 de maig de 2019   | |
|  | Maria Martisella González               |                                         | Demòcrata              | Encamp              | VII                    | 2 de maig de 2019     | 7 de febrer de 2023  | |
|  | Joaquim Miró Castillo                   |                                         | Socialdemòcrata        | Andorra la Vella    |                        | 2 de maig de 2019     | 7 de febrer de 2023  | |
|  | Ester Molné Soldevila                   |                                         | Demòcrata              | Nacional            |                        | 2 de maig de 2019     | 7 de febrer de 2023  | |
|  | David Montané Amador                    |                                         | Demòcrata              | Nacional            |                        | 8 d'octubre de 2019   | 7 de febrer de 2023  | |
|  | Carine Montaner Raynaud                 |                                         | No adscrita            | Sant Julià de Lòria | VII                    | 2 de maig de 2019     | 7 de febrer de 2023  | |
|  | Carles Naudi d'Areny-Plandolit Balsells | Carles Naudi d'Areny-Plandolit Balsells | CC                     | La Massana          | VII                    | 2 de maig de 2019     | 7 de febrer de 2023  | President de Ciutadans Compromesos                                                                                        |
|  | Roger Padreny Carmona                   |                                         | Socialdemòcrata        | Nacional            |                        | 2 de maig de 2019     | 7 de febrer de 2023  | |
|  | Josep Pintat Forné                      | Josep Pintat Forné                      | Tercera Via            | Nacional            | VII                    | 2 de maig de 2019     | 7 de febrer de 2023  | President de Tercera Via                                                                                                  |
|  | Joan Carles Ramos Reboredo              |                                         | Demòcrata              | Encamp              |                        | 4 de juny de 2019     | 7 de febrer de 2023  | |
|  | Núria Rossell Jordana                   |                                         | Demòcrata              | Nacional            |                        | 2 de maig de 2019     | 7 de febrer de 2023  | |
|  | Justo Ruiz González                     |                                         | Demòcrata              | Nacional            | VII                    | 4 de juny de 2019     | 6 d'agost de 2019    | |
|  | Judith Salazar Álvarez                  |                                         | Socialdemòcrata        | Nacional            |                        | 2 de maig de 2019     | 7 de febrer de 2023  | |
|  | Carles Sánchez Rodríguez                |                                         | Socialdemòcrata        | Escaldes-Engordany  |                        | 7 de novembre de 2019 | 7 de febrer de 2023  | |
|  | Jordi Torres Falcó                      |                                         | Demòcrata              | Encamp              | VII                    | 2 de maig de 2019     | 21 de maig de 2019   | |

### Substitucions
|  | Conseller substituït     | Grup            | Baixa      | Motiu                                                                                    | Conseller substitut        | Grup            | Alta       |
|  | ------------------------ | --------------- | ---------- | ---------------------------------------------------------------------------------------- | -------------------------- | --------------- | ---------- |
|  | Xavier Espot Zamora      | Demòcrata       | 21/5/2019  | Deixa vacant l'escó per haver estat elegit cap de Govern.                                | Justo Ruiz González        | Demòcrata       | 4/6/2019   |
|  | Jordi Torres Falcó       | Demòcrata       | 21/5/2019  | Deixa vacant l'escó per haver estat nomenat ministre d'Ordenament Territorial.           | Joan Carles Ramos Reboredo | Demòcrata       | 4/6/2019   |
|  | Jordi Gallardo Fernàndez | Liberal         | 21/5/2019  | Deixa vacant l'escó per haver estat nomenat ministre de Presidència, Economia i Empresa. | Eva López Herrero          | Liberal         | 4/6/2019   |
|  | Joan Martínez Benazet    | Demòcrata       | 21/5/2019  | Deixa vacant l'escó per haver estat nomenat ministre de Salut.                           | Berna Coma González        | Demòcrata       | 4/6/2019   |
|  | Justo Ruiz González      | Demòcrata       | 6/8/2019   | Deixa vacant l'escó per haver estat nomenat secretari d'Estat d'Esports.                 | David Montané Amador       | Demòcrata       | 08/10/2019 |
|  | Rosa Gili Casals         | Socialdemòcrata | 28/10/2019 | Deixa vacant l'escó per a presentar-se a les eleccions comunals.                         | Carles Sánchez Rodríguez   | Socialdemòcrata | 07/11/2019 |
|  | Josep Majoral Obiols     | Tercera Via     | 28/10/2019 | Deixa vacant l'escó per a presentar-se a les eleccions comunals.                         | Oliver Alis Salguero       | Tercera Via     | 07/11/2019 |